# Hylomyscus stella
Hylomyscus stella là một loài động vật có vú trong họ Chuột, bộ Gặm nhấm. Loài này được Thomas mô tả năm 1911.